# Listă de orașe din statul Georgia (Statele Unite)
Această pagină este o listă conținând toate orașele (în engleză cities) și anumite târguri (în engleză towns) din statul  Georgia din  Statele Unite ale Americii, aranjate în ordine alfabetică. În Georgia există 535 de orașe. Deși unele dintre orașe pot fi numite "târguri", în statul Georgia, din punct de vedere legal, nu există nicio diferență între orașe (cities), târguri (towns) ori sate (villages).
- Pentru orașele statului, vedeți 'Listă de orașe din statul Georgia.'
- Vedeți și Listă de târguri și sate din statul Georgia (Statele Unite).
- Vedeți și Listă de comunități neîncorporate din statul Georgia (Statele Unite).
- Vedeți și Listă de locuri desemnate pentru recensământ (CDP) din statul Georgia (Statele Unite).

## A

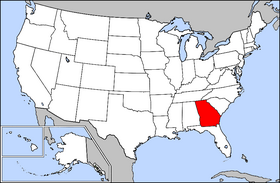
Plasarea statului în SUA

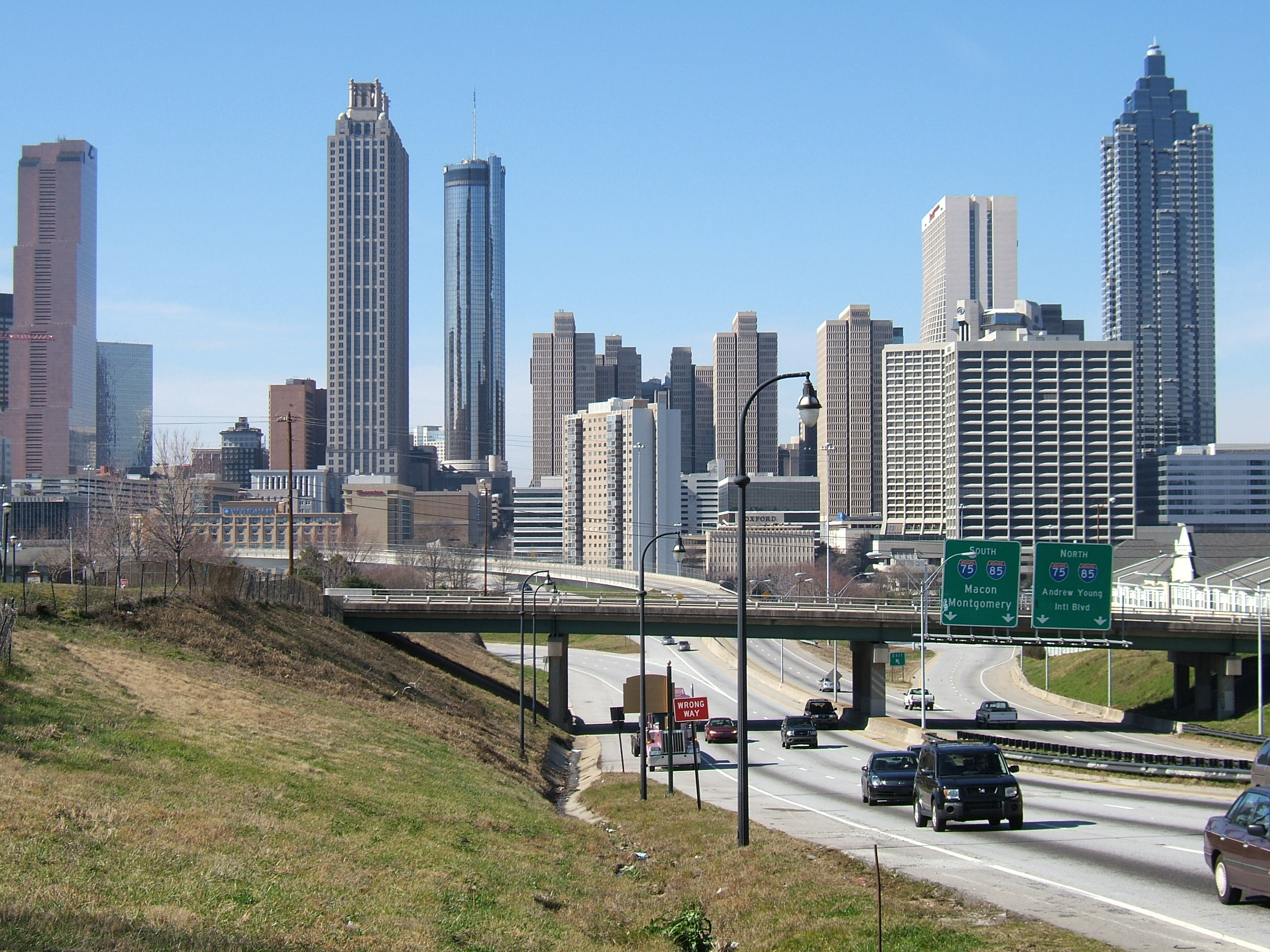
Atlanta, capitala statului Georgia

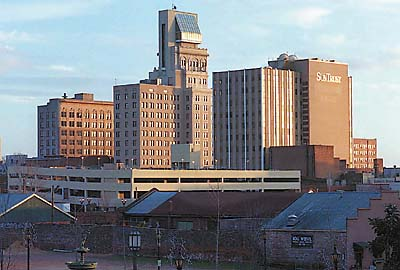
Augusta

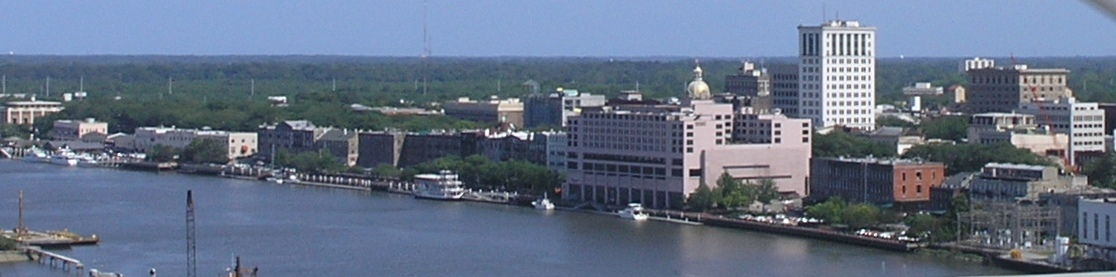
Savannah

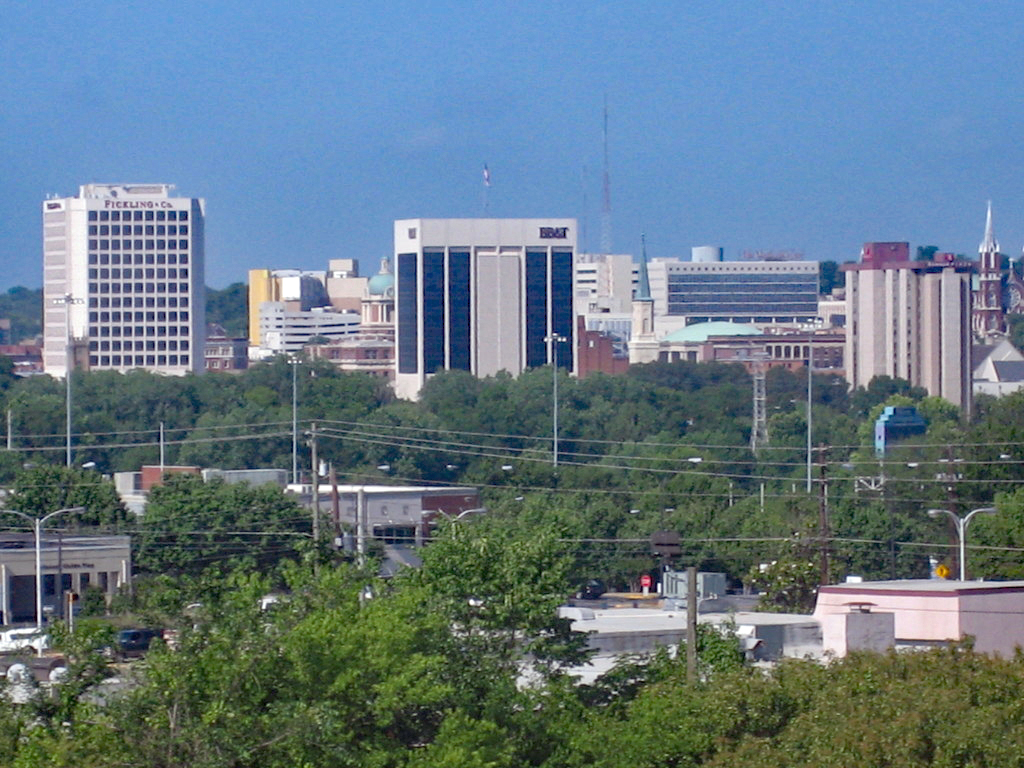
Macon

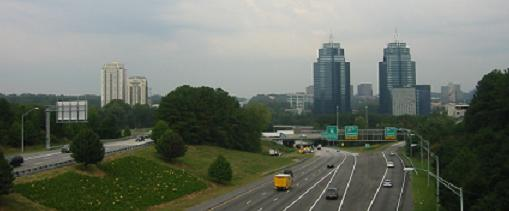
Sandy Springs

- Abba
- Abbeville
- Acworth
- Adairsville
- Adel
- Adrian
- Ailey
- Alamo
- Albany
- Alma
- Alpharetta
- Amboy
- Ambrose
- Americus
- Andersonville
- Appling
- Aragon
- Arcade
- Arlington
- Arnoldsville
- Ashburn
- Athens
- Atlanta
- Attapulgus
- Auburn
- Augusta
- Austell
- Avera
- Avondale Estates
- Axson

## B
- Baconton
- Baden
- Bainbridge
- Baldwin
- Ball Ground
- Bannockburn
- Barnesville
- Barney
- Barretts
- Baxley
- Bellville
- Bemiss
- Berkeley Lake
- Big Canoe
- Blackshear
- Blairsville
- Blakely
- Bloomingdale
- Blue Ridge
- Blythe
- Boston
- Bostwick
- Bowdon
- Bowens Mill
- Bowman
- Box Springs
- Braswell
- Bremen
- Bristol
- Bronwood
- Brookfield
- Brooklet
- Broxton
- Brunswick
- Buchanan
- Buena Vista
- Buford
- Bushnell
- Butler
- Byron

## C
- Cairo
- Calhoun
- Camilla
- Canon
- Canton
- Carlton
- Carnesville
- Carrollton
- Cartersville
- Cataula
- Cave Spring
- Cedar Springs
- Cedartown
- Centerville
- Chamblee
- Chatsworth
- Chattahoochee Hills
- Chickamauga
- Chula
- Clarkesville
- Clarkston
- Claxton
- Clayton
- Cleveland
- Climax
- Clyattville
- Clyo
- Cobb
- Cobbtown
- Cochran
- Cogdell
- Colbert
- Coleman
- Colesburg
- College Park
- Collins
- Colquitt
- Columbus
- Comer
- Commerce
- Conyers
- Coolidge
- Cordele
- Cornelia
- Council
- Country Club Estate
- Coverdale
- Covington
- Cox
- Crawford
- Crawfordville
- Crescent
- Culloden
- Cumming
- Cusseta
- Cuthbert

## D
- Dacula
- Dahlonega
- Daisy
- Dakota
- Dallas
- Dalton
- Danielsville
- Darien
- Davisboro
- Dawson
- Dawsonville
- Dearing
- Decatur
- Demorest
- Denmark
- Denton
- De Soto
- Dillard
- Dixie
- Dock Junction
- Doerun
- Donalsonville
- Doraville
- Douglas
- Douglasville
- Dover
- Dover Bluff
- Dry Branch
- Dublin
- Dudley
- Duluth
- Dunwoody

## E
- East Dublin
- East Ellijay
- East Point
- Eastanollee
- Eastman
- Eatonton
- Ebenezer
- Edge Hill
- Edison
- Edith
- Egypt
- Elberton
- Eldorado
- Ellabell
- Ellaville
- Ellerslie
- Ellijay
- Emerson
- Eton
- Euharlee
- Eulonia
- Evans
- Everitt

## F
- Fairburn
- Fairmount
- Fargo
- Fitzgerald
- Flemington
- Flovilla
- Flowery Branch
- Folkston
- Forest Park
- Forsyth
- Fort Benning
- Fort Gaines
- Fort Gordon
- Fort McPherson
- Fort Oglethorpe
- Fort Stewart
- Fort Valley
- Fortson
- Franklin
- Fruitland

## G
- Gainesville
- Garden City
- Georgetown
- Gibson
- Gillsville
- Glennville
- Glenwood
- Glory
- Gordon
- Graham
- Grantville
- Gray
- Grayson
- Greensboro
- Greenville
- Griffin
- Grooverville
- Groveland
- Grovetown
- Gumbranch
- Guyton

## H
- Hagan
- Hahira
- Hamilton
- Hampton
- Hapeville
- Harding
- Hardwick
- Harlem
- Harrietts Bluff
- Harrison
- Hartwell
- Hawkinsville
- Hazlehurst
- Helen
- Helena
- Hephzibah
- Hickox
- Hiltonia
- Hinesville
- Hiram
- Hoboken
- Hogansville
- Holly Springs
- Holt
- Homeland
- Homerville
- Hopeulikit
- Hortense
- Hoschton
- Howard
- Howell
- Hull

## I
- Ideal
- Ila
- Inaha
- Irwinton
- Irwinville
- Isle of Hope

## J
- Jackson
- Jakin
- Jasper
- Jefferson
- Jeffersonville
- Jekyll Island
- Jesup
- Johns Creek
- Jonesboro

## K
- Keller
- Kennesaw
- Kinderlou
- Kings Bay
- Kingsland
- Kingston
- Kirkland

## L
- La Fayette
- LaGrange
- Lake City
- Lake Park
- Lakeland
- Lakemont
- Lavonia
- Lawrenceville
- Lax
- Leary
- Leefield
- Leesburg
- Lenox
- Leslie
- Lexington
- Lilburn
- Lilly
- Lincolnton
- Lithonia
- Locust Grove
- Loganville
- Lookout Mountain
- Louisville
- Lovejoy
- Ludowici
- Lula
- Lulaton
- Lumber City
- Lumpkin
- Luthersville
- Lyons

## M
- Macon
- Madison
- Manassas
- Manchester
- Mansfield
- Marietta
- Marshallville
- Martinez
- Matthews
- Mauk
- Mayday
- McCaysville
- McDonough
- McRae
- Meansville
- Meigs
- Meldrim
- Menlo
- Mershon
- Metter
- Midville
- Midway
- Milan
- Milledgeville
- Millen
- Milner
- Milton
- Mineral Bluff
- Molena
- Moniac
- Monroe
- Montezuma
- Montgomery
- Monticello
- Mora
- Morgan
- Morganton
- Morrow
- Morven
- Moultrie
- Mount Berry
- Mount Vernon
- Mount Zion
- Mountain Park
- Mystic

## N
- Nahunta
- Nankin
- Nashville
- Needmore
- Nelson
- Nevils
- Newnan
- New Rock Hill
- Newton
- Nicholls
- Nicholson
- Norcross
- Norman Park
- Norwood

## O
- Oakwood
- Ocilla
- Oconee
- Offerman
- Oglethorpe
- Oliver
- Omaha
- Omega
- Osterfield
- Ousley
- Oxford

## P
- Palmetto
- Patterson
- Pavo
- Payne
- Peachtree City
- Pearson
- Pelham
- Pembroke
- Pendergrass
- Perry
- Phillipsburg
- Philomath
- Pine Lake
- Pine Mountain Valley
- Pineora
- Pinehurst
- Pitts
- Plains
- Plainville
- Pooler
- Port Wentworth
- Potter
- Poulan
- Powder Springs
- Preston
- Pridgen

## Q
- Queensland
- Quitman

## R
- Race Pond
- Ray City
- Rebecca
- Red Oak
- Reidsville
- Remerton
- Resaca
- Retreat
- Riceboro
- Richland
- Richmond Hill
- Ridgeville
- Rincon
- Ringgold
- Rising Fawn
- Riverdale
- Roberta
- Rochelle
- Rock Spring
- Rockingham
- Rockmart
- Rocky Face
- Rome
- Roopville
- Roosterville
- Rossville
- Roswell
- Royston
- Rutledge

## S
- Saint George
- Saint Marys
- Saint Simons Island
- Sandersville
- Sandy Springs
- Santa Claus
- Sapelo Island
- Sargent
- Savannah
- Scotland
- Screven
- Senoia
- Sessoms
- Sharon
- Shawnee
- Shellman
- Shellman Bluff
- Shiloh
- Sirmans
- Skidaway Island
- Smithville
- Smyrna
- Snellville
- Snipesville
- Social Circle
- Soperton
- South Newport
- Sparta
- Springfield
- Stapleton
- Statenville
- Statesboro
- Statham
- Stephens
- Sterling
- Stillwell
- Stilson
- Stockbridge
- Stockton
- Stone Mountain
- Sugar Hill
- Summerville
- Sunbury
- Sunny Side
- Sunsweet
- Suwanee
- Swainsboro
- Sycamore
- Sylvania
- Sylvester

## T
- Talbotton
- Tallapoosa
- Tarboro
- Tarver
- Tate
- Temple
- Tennille
- Thalman
- Thelma
- Thomaston
- Thomasville
- Thomson
- Tifton
- Toccoa
- Townsend
- Trenton
- Trion
- Trudie
- Tucker
- Tunnel Hill
- Twin City
- Twin Lakes
- Tybee Island
- Ty Ty

## U
- Unadilla
- Union City
- Union Point
- Unionville
- Upton
- Uvalda

## V
- Valdosta
- Valona
- Varnell
- Vidalia
- Vidette
- Vienna
- Villa Rica

## W
- Waco
- Wadley
- Waleska
- Walnut Grove
- Walthourville
- Warm Springs
- Warner Robins
- Warrenton
- Warthen
- Warwick
- Washington
- Waterloo
- Watkinsville
- Waverly
- Waverly Hall
- Waycross
- Waynesboro
- Waynesville
- Weber
- West Green
- West Point
- Westwood
- Whigham
- White
- White Oak
- White Plains
- Whitemarsh Island
- Wildwood
- Willacoochee
- Wilmington Island
- Winder
- Winokur
- Winterville
- Withers
- Woodbine
- Woodbury
- Woodland
- Woodstock
- Woodville
- Wray
- Wrens
- Wrightsville

## Y
- Young Harris
- Yatesville

## Z
- Zebulon

## Alte legături interne
- Categorie:Liste de orașe din Statele Unite după stat
- Categorie:Liste de târguri din Statele Unite după stat
- Categorie:Liste de districte civile din Statele Unite după stat
- Categorie:Liste de sate din Statele Unite după stat
- Categorie:Liste de comunități desemnate pentru recensământ din Statele Unite după stat
- Categorie:Liste de comunități neîncorporate din Statele Unite după stat
- Categorie:Liste de localități dispărute din Statele Unite după stat
- Categorie:Liste de rezervații amerindiene din Statele Unite după stat
- Categorie:Liste de zone de teritoriu neorganizat din Statele Unite după stat